# Cycloprora nodyna
Cycloprora nodyna là một loài bướm đêm trong họ Noctuidae.